# آماندا سامرویل
آماندا سامرویل (انگلیسی: Amanda Somerville؛ زادهٔ ۷ مارس ۱۹۷۹) یک موسیقی‌دان اهل ایالات متحده آمریکا است.